# Selenops banksi
Selenops banksi là một loài nhện trong họ Selenopidae.
Loài này được tìm thấy ở Panama đến Peru và oostelijk tot Guyana.
Loài này thuộc chi Selenops. Selenops banksi được Martin Hammond Muma miêu tả năm 1953.